# فیفتی-سیکس (آرکانزاس)
فیفتی-سیکس (آرکانزاس) (به انگلیسی: Fifty-Six, Arkansas) یک شهر در ایالات متحده آمریکا با جمعیت ۱۶۳ نفر است که در آرکانزاس واقع شده‌است.

## موقعیت جغرافیایی
موقعیت جغرافیایی شهرها و مناطق اطراف به شرح زیر است: